# 潘新和
潘新和（1952年12月—），福建省福州市人。曾任福建师范大学文学院汉语言文字学专业教授、语文与写作教研室主任以及中国写作学会副会长。其主要從事写作教育、语文教育史、语文改革的教学和科研工作，並且研究過語文高考命題。